# Pettenasco
Pettenasco är en ort och kommun i provinsen Novara i regionen Piemonte i Italien. Kommunen hade 1 374 invånare (2018). Den ligger vid Ortasjöns östra strand.